# Mustapha Dridi
Mustapha Dridi – tunezyjski zapaśnik walczący w stylu klasycznym. Brązowy medalista mistrzostw Afryki w 1969 roku.